# Amitabh Bachchan
Amitabh Bachchan (en hindi अमिताभ बच्चन, en urdú امیتابھ بچن), (Allahabad, Uttar Pradesh, 11 d'octubre de 1942) és un actor, presentador de televisió i productor indi de Bollywood. Està casat des del 1973 amb l'actriu Jaya Bachchan, amb qui té dos fills, Shweta i Abhishek Bachchan, el qual al seu torn és el marit d'Aishwarya Rai. Va ser una de les més grans estrelles bollywoodianes de la dècada de 1970 tot i que, a partir dels 2000, va tornar al primer pla cinematogràfic en diversos papers d'home madur.

## Biografia
Fill de mare sikh i pare hindú, el metge i poeta en hindi i urdú, Harivansh Rai Bachchan, qui després canvià el seu cognom de Srivastava a Bachchan.
Amibath estudià a l'institut masculí d'Allahabad i després es va graduar en arts en el Sherwood College de Nainital. Més tard es va llicenciar en ciències a la Universitat de Delhi. Posteriorment, va signar com a agent d'una empresa de transport a Calcuta, Bird and Co per tal de començar una carrera artística.

### Inicis professionals
Debutà el 1969 com un dels set protagonistes de Saat Hindustani. La pel·lícula no va tenir molt d'èxit, però Bachchan aconseguí el seu primer National Film Award.
La crítica i el públic van aclamar Anand (1970), pel·lícula comercial a la que van seguir altres d'escàs èxit com Reshma Aur Shera (1971) i Parwaana (1971).
La seva pel·lícula més taquillera fou Prakash Mehra, on li van donar un paper protagonista rebutjat al principi per Dev Anand, la pel·lícula va ser un èxit després de diversos fracassos i el va catapultar a la fama ja protagonitzar pel·lícules com Deewaar (1975), Sholay (1975), Muqaddar Ca Sikander (1978), Don (1978), Kasmir Vaada (1978), Kaala Patthar (1979) i Lawaaris (1981).
Totes aquestes pel·lícules el van convertir en un gran heroi d'acció, encara que també en va realitzar altres de còmiques com Chupke Chupke (1975), Amar Akbar Anthony (1977) i Namaka Halaal (1982), o romàntiques com Kabhi Kabhi (1976) i Silsila (1981). El 1982, va tenir un accident rodant Coolio. Es va passar mesos recuperant-se i quan van poder per fi sortir el film, va ser tot un èxit de taquilla gràcies a tota la publicitat de l'accident.

### Dedicació política i davallada
El 1984, Amitabh entrà en política per ajudar l'amic de la seva família, Rajiv Gandhi. Va competir amb el conegut polític H. N. Bahuguna, i el va guanyar per un ampli marge (68,2% de l'electorat). La seva carrera política, però, va durar poc i va cessar al cap de tres anys, per un assumpte relacionat amb l'escàndol Bofors. Després d'un procés judicial, Bachchan va ser declarat no culpable. Però més tard, es va allunyar de la família Gandhi i després del cessament de Rajiv Gandhi, Bachchan va entrar en una crisi per les pèrdues econòmiques de la ABCL. El seu amic Estimar Singh el va ajudar durant la crisi i va començar a donar suport a Mulayam en la seva campanya política de forma no oficial. Jaya Bachchan es va unir al Partit Samajwadi i va ser membre del Rajya Sabha.
El 1988, Bachchan va tornar al cinema amb Shahenshah, que va ser èxit en taquilla, en part per tota la publicitat que se li havia donat. Però després de l'èxit d'aquesta pel·lícula, va començar la mala ratxa en taquilla, tot i que va ser durant aquest període quan va guanyar el seu segon National Film Award per Agneepath. Després de Khuda Gawah, el 1992, es va mig retirar durant uns cinc anys, encara que treia pel·lícules com Insaniyat, del 1994, que tampoc aconseguien molt d'èxit.
Bachchan establir la Amitabh Bachchan Corporation, Ltd (ABCL) el 1996 durant aquest període, amb la intenció de convertir-la en un empori de l'entreteniment. La seva estratègia comercial consistia a introduir productes i serveis que cobrissin tot l'espectre de la indústria índia de l'entreteniment i les seves operacions es basaven a distribuir i produir pel·lícules típiques, cassets i vídeos i en la producció i la comercialització de programari televisiu i d'esdeveniments i personatges importants. Poc després, van treure la pel·lícula Tere Mere SAPN, el 1996, que va ser un fracàs en taquilla, però que va servir perquè Arshad Warsi comencés una carrera com a actor còmic. La ABCL produir més pel·lícules, però cap va anar bé.
El 1997, Bachchan va intentar tornar a la pantalla gran amb Mrityudaata, de la ABCL, però tampoc va tenir molta rendibilitat. La ABCL va perdre milions com a patrocinador de Miss Món 1996. Tots aquests problemes econòmics i diversos problemes legals que els van seguir, van portar a la ruïna de la ABCL el 1997. La cort de Bombai va retirar a Bachchan la potestat per vendre el bungalow que tenia en aquesta ciutat 'Prateeksha' i dos apartaments fins que els assumptes financers amb la Canara Bank es resolguessin. Bachchan al·legà que havia hipotecat el seu bungalow a Sàhara Índia Finance per incrementar el capital del seu compañía. Bachchan intentar més tard rellançà la seva carrera com a actor i va aconseguir cert èxit amb Bade Miyano Chota Miyano (1998) i Sooryavansham (1999); però altres títols com Lal Baadshah (1999) i Hindustan Ki Qassam (1999) van fracassar en taquilla.

### Retorn de l'èxit
El 2000, Bachchan va presentar la versió índia del concurs de televisió britànic Who Wants to Be a Millionaire?, anomenat allà Kaun Banega Crorepati (KBC). Va ser un èxit, com en molts països i gràcies també al carisma de Bachchan. Es creu que amb el qual va guanyar va poder recuperar-se, però sobretot, aquest triomf li va servir per recuperar la popularitat.

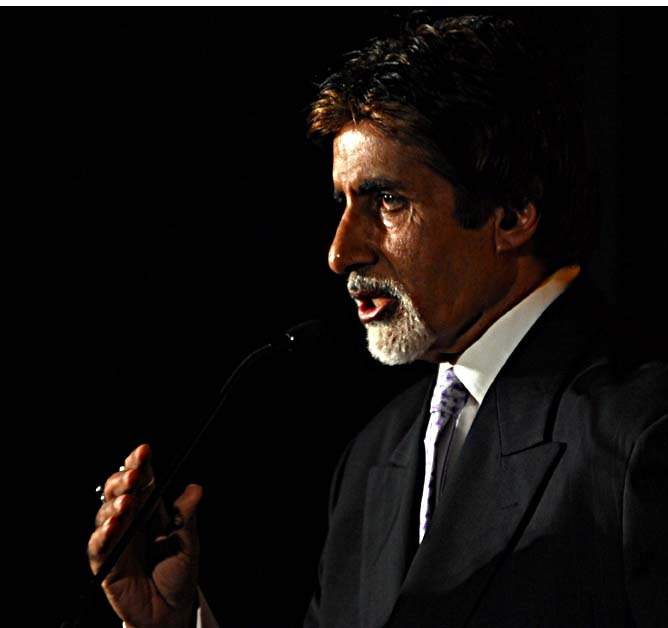
Amitabh Bachchan

El mateix any va retrobar per fi l'èxit de taquilla amb la pel·lícula d'Aditya Chopra Mohabbatein, on interpretava un auster i ancià personatge antagònic a Shah Rukh Khan. A aquesta pel·lícula, van seguir altres com Ek Rishtaa: A Bond of Love (2001), Kabhi Khushi Kabhie Gham (2001), Baghban (2003), Aks (2001), Aankhen (2002), Khakee (2004), Dev (2004) i Black (2005).
Més endavant, va actuar junt amb el seu fill a Bunty aur Babli (2005), Sarkar (2005) o Kabhi Alvida Na Kehna (2006). Les seves pel·lícules més recents han estat Baabul (2006), 11 Eklavya i Nishabd (2007); sense tenir un gran reconeixment, han estat elogiades per la crítica.
Entre els seus projectes, està el seu primer film en anglès, Shantaram dirigida per Mira Nair i amb Johnny Depp al repartiment. També a The Last Lear, de Rituparno Ghosh.
Ara, amb la fi del govern de Mulayam Singh, torna a tenir problemes amb certes presumptes possessions il·legals de terrenys agrícoles i suposades falsificacions.

### Problemes de salut
En el rodatge de Coolio, el 1982, Bachchan va sortir ferit en una escena d'acció amb Puneet Issar.15 Va estar a l'hospital mesos i de vegades a punt de morir. Va tenir molt suport dels seus fans i tota la nació en general i en estrenar Coolio, va ser tot un èxit.
El director, Manmohan Desai va canviar el final de Coolio, ja que el personatge de Bachchan moria al final. Un altre al·licient del film era que incloïa just l'escena on tenia l'accident.
Al novembre de 2005, Bachchan ingressà de nou a l'hospital Lilavati per una diverticulitis. En aquest temps, els seus projectes i el seu programa Kaun Banega Crorepati van quedar en suspens fins a la seva recuperació al març de 2006.
Bachchan és a més asmàtic, pateix de talassèmia menor i miastènia gravis.

## Filmografia

### Actor
| Any  | Pel·lícula                       | Paper                                                  | Notes                                                                                                |
| ---- | -------------------------------- | ------------------------------------------------------ | --- |
| 1969 | Saat Hindustani                  | Anwar Ali                                              | Premi Filmfare al Millor Actor Novell                                                                |
| 1969 | Bhuvan Shome                     | Comentarista (voz)                                     | |
| 1971 | Parwaana                         | Kumar Sen                                              | |
| 1971 | Anand                            | Dr. Bhaskar Bannerjee/Babu Moshai                      | Nominat al Premi Filmfare al Millor Actor de Repartiment                                             |
| 1971 | Reshma Aur Shera                 | Chhotu                                                 | |
| 1971 | Bombay Talkies                   | El doliente (sense crèdit)                             | |
| 1971 | Guddi                            |                                                        | |
| 1971 | Pyar Ki Kahani                   | Ram Chandra                                            | |
| 1972 | Sanjog                           | Mohan                                                  | |
| 1972 | Bansi Birju                      | Birju                                                  | |
| 1972 | Piya Ka Ghar                     |                                                        | Aparició especial                                                                                    |
| 1972 | Ek Naza                          | Manmohan Akash Tyagi                                   | |
| 1972 | Bawarchi                         | Narrador                                               | |
| 1972 | Raaste Kaa Patthar               | Jai Shankar Rai                                        | |
| 1972 | Bombay to Goa                    | Ravi Kumar                                             | |
| 1973 | Bada Kabootar                    |                                                        | Aparició especial                                                                                    |
| 1973 | Bandhe Haath                     | Shamu y Deepak                                         | |
| 1973 | Zanjeer                          | Inspector Vijay Khanna                                 | Nominat al Premi Filmfare al Millor Actor                                                            |
| 1973 | Gehri Chaal                      | Ratan                                                  | |
| 1973 | Abhimaan                         | Subir Kumar                                            | |
| 1973 | Saudagar                         | Moti                                                   | |
| 1973 | Namak Haraam                     | Vikram (Vicky)                                         | Nominat al Premi Filmfare al Millor Actor de Repartiment                                             |
| 1974 | Kunwara Baap                     | Augustine                                              | Aparició especial                                                                                    |
| 1974 | Dost                             | Anand                                                  | Aparición especial                                                                                   |
| 1974 | Kasauti                          | Amitabh Sharma (Amit)                                  | |
| 1974 | Benaam                           | Amit Srivastav                                         | |
| 1974 | Roti Kapda Aur Makaan            | Vijay                                                  | |
| 1974 | Majboor                          | Ravi Khanna                                            | |
| 1975 | Chupke Chupke                    | Sukumar Sinha/Parimal Tripathi                         | |
| 1975 | Faraar                           | Rajesh (Raj)                                           | |
| 1975 | Mili                             | Shekhar Dayal                                          | |
| 1975 | Deewar                           | Vijay Verma                                            | Nominat al Premi Filmfare al Millor Actor                                                            |
| 1975 | Zameer                           | Baadal/Chimpoo                                         | |
| 1975 | Sholay                           | Jai (Jaidev)                                           | |
| 1976 | Do Anjaane                       | Amit Roy/Naresh Dutt                                   | |
| 1976 | Chhoti Si Baat                   |                                                        | Aparición especial                                                                                   |
| 1976 | Kabhi Kabhie                     | Amit Malhotra                                          | Nominat al Premi Filmfare al Millor Actor                                                            |
| 1976 | Hera Pheri                       | Vijay/Inspector Hirachand                              | |
| 1977 | Alaap                            | Alok Prasad                                            | |
| 1977 | Charandas                        | Qawwali singer                                         | Aparició especial                                                                                    |
| 1977 | Amar Akbar Anthony               | Anthony Gonzalves                                      | Premi Filmfare al Millor Actor                                                                       |
| 1977 | Shatranj Ke Khiladi              | Narrador                                               | |
| 1977 | Adalat                           | Dharma/& Raju                                          | Nominat al Premi Filmfare al Millor Actor                                                            |
| 1977 | Imaan Dharam                     | Ahmed Raza                                             | |
| 1977 | Khoon Pasina                     | Shiva/Tiger                                            | |
| 1977 | Parvarish                        | Amit                                                   | |
| 1978 | Besharam                         | Ram Kumar Chandra Prince Chandrashekar                 | |
| 1978 | Ganga Ki Saugandh                | Jeeva                                                  | |
| 1978 | Kasme Vaade                      | Amit/Shankar                                           | |
| 1978 | Trishul                          | Vijay Kumar                                            | Nominat al Premi Filmfare al Millor Actor                                                            |
| 1978 | Don                              | Don/Vijay                                              | Premi Filmfare al Millor Actor                                                                       |
| 1978 | Muqaddar Ka Sikandar             | Sikandar                                               | Nominat al Premi Filmfare al Millor Actor                                                            |
| 1979 | The Great Gambler                | Jay/Inspector Vijay                                    | |
| 1979 | Golmaal                          |                                                        | Aparició especial                                                                                    |
| 1979 | Jurmana                          | Inder Saxena                                           | |
| 1979 | Manzil                           | Ajay Chandra                                           | |
| 1979 | Mr. Natwarlal                    | Natwarlal/Avtar Singh                                  | Nominat al Premi Filmfare al Millor Actor Premi Filmfare al Millor Cantant de Playback (masculí)     |
| 1979 | Kaala Patthar                    | Vijay Pal Singh                                        | Nominat al Premi Filmfare al Millor Actor                                                            |
| 1979 | Suhaag                           | Amit Kapoor                                            | |
| 1980 | Do Aur Do Paanch                 | Vijay/Ram                                              | |
| 1980 | Dostana                          | Vijay Varma                                            | Nominat al Premi Filmfare al Millor Actor                                                            |
| 1980 | Ram Balram                       | Inspector Balram Singh                                 | |
| 1980 | Shaan                            | Vijay Kumar                                            | |
| 1981 | Chashme Buddoor                  |                                                        | Aparició especial                                                                                    |
| 1981 | Commander                        |                                                        | Aparició especial                                                                                    |
| 1981 | Naseeb                           | John Johnny Janardhan                                  | |
| 1981 | Barsaat Ki Ek Raat               | ACP Abhijeet Rai                                       | |
| 1981 | Walayati Babu                    | Jagga                                                  | Aparició especial                                                                                    |
| 1981 | Lawaaris                         | Heera                                                  | Nominat al Premi Filmfare al Millor Actor                                                            |
| 1981 | Silsila                          | Amit Malhotra                                          | Nominat al Premi Filmfare al Millor Actor                                                            |
| 1981 | Yaraana                          | Kishan Kumar                                           | |
| 1981 | Kaalia                           | Kallu/Kaalia                                           | |
| 1982 | Satte Pe Satta                   | Ravi Anand y Babu                                      | |
| 1982 | Bemisaal                         | Dr. Sudhir Roy y Adhir Roy                             | Nominat al Premi Filmfare al Millor Actor                                                            |
| 1982 | Desh Premee                      | Master Dinanath y Raju                                 | |
| 1982 | Namak Halaal                     | Arjun Singh                                            | Nominat al Premi Filmfare al Millor Actor                                                            |
| 1982 | Khud-Daar                        | Govind Srivastav/Chotu Ustad                           | |
| 1982 | Shakti                           | Vijay Kumar                                            | Nominat al Premi Filmfare al Millor Actor                                                            |
| 1983 | Nastik                           | Shankar (Sheru)/Bhola                                  | |
| 1983 | Andha Kanoon                     | Jan Nissar Akhtar Khan                                 | Nominat al Premi Filmfare al Millor Actor de Repartiment Aparició especial                           |
| 1983 | Mahaan                           | Rana Ranveer, Guru i Inspector Shankar                 | |
| 1983 | Pukar                            | Ramdas/Ronnie                                          | |
| 1983 | Coolie                           | Iqbal A. Khan                                          | |
| 1984 | Inquilaab                        | Amarnath                                               | |
| 1984 | Sharaabi                         | Vicky Kapoor                                           | Nominat al Premi Filmfare al Millor Actor                                                            |
| 1985 | Giraftaar                        | Insp. Karan Kumar Khanna                               | |
| 1985 | Mard                             | Raju "Mard" Tangewala                                  | Nominat al Premi Filmfare al Millor Actor                                                            |
| 1986 | Aakhree Raasta                   | David/Vijay                                            | |
| 1987 | Jalwa                            |                                                        | Aparició especial                                                                                    |
| 1987 | Kaun Jeeta Kaun Haara            |                                                        | Aparició especial                                                                                    |
| 1988 | Soorma Bhopali                   |                                                        | Aparició especial                                                                                    |
| 1988 | Shahenshah                       | Inspector Vijay Kumar Srivastav / Shahenshah           | Nominat al Premi Filmfare al Millor Actor                                                            |
| 1988 | Hero Hiralal                     |                                                        | Aparició especial                                                                                    |
| 1988 | Ganga Jamuna Saraswati           | Ganga Prasad                                           | |
| 1989 | Batwara                          | Narrador                                               | |
| 1989 | Toofan                           | Toofan y Shyam                                         | |
| 1989 | Jaadugar                         | Goga/Gogeshwar                                         | |
| 1989 | Main Azaad Hoon                  | Azaad                                                  | |
| 1990 | Agneepath                        | Vijay Dinanath Chauhan                                 | Premi Filmfare al Millor Actor                                                                       |
| 1990 | Krodh                            |                                                        | Aparició especial                                                                                    |
| 1990 | Aaj Ka Arjun                     | Bheema                                                 | |
| 1991 | Hum                              | Tiger/Shekhar                                          | Premi Filmfare al Millor Actor                                                                       |
| 1991 | Ajooba                           | Ajooba/Ali                                             | |
| 1991 | Indrajeet                        | Indrajeet                                              | |
| 1991 | Akayla                           | Inspector Vijay Verma                                  | |
| 1992 | Khuda Gawah                      | Baadshah Khan                                          | Nominat al Premi Filmfare al Millor Actor                                                            |
| 1994 | Insaniyat                        | Inspector Amar                                         | |
| 1996 | Tere Mere Sapne                  | Narrador                                               | |
| 1997 | Mrityudata                       | Dr. Ram Prasad Ghayal                                  | |
| 1998 | Major Saab                       | Major Jasbir Singh Rana                                | |
| 1998 | Bade Miyan Chhote Miyan          | Inspector Arjun Singh i Bade Miyan                     | |
| 1999 | Lal Baadshah                     | Lal "Baadshah" Singh i Ranbhir Singh                   | |
| 1999 | Sooryavansham                    | Thakur Bhanu Pratap Singh i Heera Singh                | |
| 1999 | Hindustan Ki Kasam               | Kabeera                                                | |
| 1999 | Kohram                           | Coronel Balbir Singh Sodi (Devraj Hathoda) i Dada Bhai | |
| 1999 | Hello Brother                    | Deu (veu)                                              | |
| 1999 | Biwi No.1                        |                                                        | |
| 2000 | Mohabbatein                      | Narayan Shankar                                        | Premi Filmfare al Millor Actor de Repartiment                                                        |
| 2001 | Ek Rishtaa                       | Vijay Kapoor                                           | |
| 2001 | Lagaan                           | Narrador                                               | |
| 2001 | Aks                              | Manu Verma                                             | Nominat al Premi Filmfare al Millor Actor de Repartiment                                             |
| 2001 | Kabhi Khushi Kabhie Gham         | Yashvardhan "Yash" Raichand                            | Nominat al Premi Filmfare al Millor Actor de Repartiment                                             |
| 2002 | Aankhen                          | Vijay Singh Rajput                                     | Nominat al Premi Filmfare al Millor Actor de Repartiment                                             |
| 2002 | Hum Kisise Kum Nahi              | Dr. Rastogi                                            | |
| 2002 | Agni Varsha                      | Indra (Deu)                                            | |
| 2002 | Kaante                           | Yashvardhan Rampal/"Major"                             | Nominat al Premi Filmfare al Millor Actor                                                            |
| 2003 | Khushi                           | Narrador                                               | |
| 2003 | Armaan                           | Dr. Siddharth Sinha                                    | |
| 2003 | Mumbai Se Aaya Mera Dost         | Narrador                                               | |
| 2003 | Boom                             | Bade Mia                                               | |
| 2003 | Baghban                          | Raj Malhotra                                           | Nominat al Premi Filmfare al Millor Actor                                                            |
| 2003 | Fun2shh                          | Narrador                                               | |
| 2004 | Khakee                           | D.C.P. Anant Kumar Shrivastav                          | Nominat al Premi Filmfare al Millor Actor                                                            |
| 2004 | Aetbaar                          | Dr. Ranveer Malhotra                                   | |
| 2004 | Rudraksh                         | Narrador                                               | |
| 2004 | Insaaf                           | Narrador                                               | |
| 2004 | Dev                              | D.C.P. Dev Pratap Singh                                | |
| 2004 | Lakshya                          | Coronel Sunil Damle                                    | |
| 2004 | Deewaar                          | Maj. Ranvir Kaul                                       | |
| 2004 | Kyun...! Ho Gaya Na              | Raj Chauhan                                            | |
| 2004 | Hum Kaun Hai                     | Major Frank John Williams y Frank James Williams       | |
| 2004 | Veer-Zaara                       | Chaudhary Sumer Singh                                  | Nominat al Premi Filmfare al Millor Actor de Repartiment Aparició especial                           |
| 2004 | Ab Tumhare Hawale Watan Saathiyo | Major General Amarjeet Singh                           | |
| 2005 | Black                            | Debraj Sahai                                           | Premio Filmfare al Millor Actor Premi National Film al Millor Actor                                  |
| 2005 | Waqt: The Race Against Time      | Ishwarchandra "Ishwar" Sharawat                        | |
| 2005 | Bunty Aur Babli                  | D.C.P. Dashrath Singh                                  | Nominat al Premi Filmfare al Millor Actor de Repartiment                                             |
| 2005 | Parineeta                        | Narrador                                               | |
| 2005 | Paheli                           | Gadariya                                               | Aparició especial                                                                                    |
| 2005 | Sarkar                           | Subhash Nagre/"Sarkar"                                 | Nominat al Premi Filmfare al Millor Actor de Repartiment                                             |
| 2005 | Viruddh                          | Vidhyadhar Patwardhan                                  | |
| 2005 | Ramji Londonwaley                |                                                        | Aparició especial                                                                                    |
| 2005 | Dil Jo Bhi Kahey...              | Shekhar Sinha                                          | |
| 2005 | Ek Ajnabee                       | Suryaveer Singh                                        | |
| 2005 | Amrithadhare                     | Himself                                                | Aparició especial                                                                                    |
| 2006 | Family                           | Viren Sahi                                             | |
| 2006 | Darna Zaroori Hai                | Professor                                              | |
| 2006 | Kabhi Alvida Naa Kehna           | Samarjit Singh Talwar (Sexy Sam)                       | Nominat al Premi Filmfare al Millor Actor de Repartiment                                             |
| 2006 | Baabul                           | Balraj Kapoor                                          | |
| 2007 | Eklavya: The Royal Guard         | Eklavya                                                | |
| 2007 | Nishabd                          | Vijay                                                  | |
| 2007 | Cheeni Kum                       | Buddhadev Gupta                                        | |
| 2007 | Shootout at Lokhandwala          | Dingra                                                 | Aparició especial                                                                                    |
| 2007 | Jhoom Barabar Jhoom              | Sutradhar                                              | Aparició especial                                                                                    |
| 2007 | Ram Gopal Varma Ki Aag           | Babban Singh                                           | |
| 2007 | Om Shanti Om                     |                                                        | Aparició especial                                                                                    |
| 2008 | Jodhaa Akbar                     | Narrador                                               | |
| 2008 | Bhoothnath                       | Bhoothnath (Kailash Nath)                              | |
| 2008 | Sarkar Raj                       | Subhash Nagre/"Sarkar"                                 | |
| 2008 | The Last Lear                    | Harish Mishra                                          | Premi Stardust al Millor Actor                                                                       |
| 2008 | God Tussi Great Ho               | God Almighty                                           | |
| 2009 | Delhi-6                          | Dadaji                                                 | Aparició especial                                                                                    |
| 2009 | Aladin                           | El geni                                                | |
| 2009 | Paa                              | Auro                                                   | Premi Filmfare al Millor Actor de Repartiment Premi del National Film al Millor Actor de Repartiment |
| 2010 | Rann                             | Vijay Harshwardhan Malik                               | |
| 2010 | Teen Patti                       | Venkat Subramanium                                     | |
| 2010 | Kandahar                         | Lokanathan Sharma                                      | |
| 2010 | Shoebite                         | John Periera                                           | |
| 2011 | Department                       |                                                        | |
| 2011 | Bbuddah... Hoga Terra Baap       |                                                        | |
| 2011 | Aarakshan                        | Prabhakar Anand                                        | Nominat al Filmfare al millor actor                                                                  |

### Productor
- Family: Ties of Blood (2006)
- Viruddh... Family Comes First (2005)
- Aks (2001)
- Major Saab (1997)
- Mrityudaata (1997)
- Tere Mere Sapne (1996)

### Cantant enplayback
- Nishabd (2007)
- Baabul (2006)
- Aetbaar (2004)
- Baghban (2003)
- Kabhi Khushi Kabhie Gham (2001)
- Akayla (1991)
- Jaadugar (1989)
- Toofan (1989)
- Pukar (1983)
- Mahaan (1983)
- Silsila (1981)
- Naseeb (1981)
- Lawaaris (1981)
- Mr. Natwarlal (1979)

### Televisió
- Rendezvous with Simi Grewal (2006)
- Koffee with Karan (2005)
- Kaun Banega Crorepati (2000-2005)
- Titan Antakshari 2007

## Premis
Entre molts altres premis ha guanyat el premi a la seva carrera Filmfare Lifetime Achievement Award en 2000 i quatre vegades el National Film Awards al millor actor (1990, 2005, 2009, i 2015))